# کاوالیتو
کاوالیتو (به ایتالیایی: Cavaglietto) یک کومونه در ایتالیا است که در استان نووارا واقع شده‌است.

## خصوصیات
کاوالیتو ۶٫۶ کیلومترمربع مساحت و ۴۱۷ نفر جمعیت دارد.